# Dimdim
Dimdim — американская компания, разработчик программного обеспечения, основной продукт — интернет-платформа для онлайн-взаимодействия и конференций. Dimdim предоставляет бесплатный сервис веб-конференций, пользователи которого могут демонстрировать работу на собственном рабочем столе, показывать слайды и PDF-документы с ПК, совместно рисовать и писать, демонстрировать сайты, общаться в чате, разговаривать голосом и передавать видео. Эксперты характеризуют такое решение как «2.0-решение» для вебинаров.
7 января 2011 года Salesforce.com купила Dimdim за $31 млн.

## Открытый код
Dimdim доступен, в первую очередь, как программное обеспечение, распространяемое как услуга по подписке, но для независимых разработчиков платформа Dimdim открыта как свободное программное обеспечение по лицензии GPL, таким образом, организациями-заказчиками решение может быть развёрнуто самостоятельно и использовано без лицензионной оплаты.
Наиболее известная свободная версия, 4.5 — «Liberty», опубликована в декабре 2008 года на sourceforge.net. Дистрибутивы системы для установки на разные операционные системы и виртуальные машины, а также соответствующая документация доступны отдельными файлами.
Dimdim может быть интегрирован с платформами электронного обучения Moodle, Claroline и Docebo, системой совместной работы Zimbra и CRM-системой SugarCRM. В отличие от сервиса Dimdim, предоставленного основным веб-сервером по подписке, самостоятельно развёрнутый сервер Dimdim не может ограничить количество участников конференций
.

## История
Альфа-версия Dimdim была опубликована в 2006, затем последовал закрытый бета-релиз осенью 2007.
Первый публичный бета-релиз в Апреле 2008.
Версия 4.0 beta появилась в июле 2008.
Окончательная версия 4.5 появилась в декабре 2008.

## Сайты
- Веб-сайт Dimdim  Архивная копия от 13 сентября 2008 на Wayback Machine
- Dimdim на SourceForge.net Архивная копия от 5 января 2010 на Wayback Machine
- TechCrunch follows Dimdim $6M funding announcement Архивная копия от 23 мая 2017 на Wayback Machine